# Järvenpää

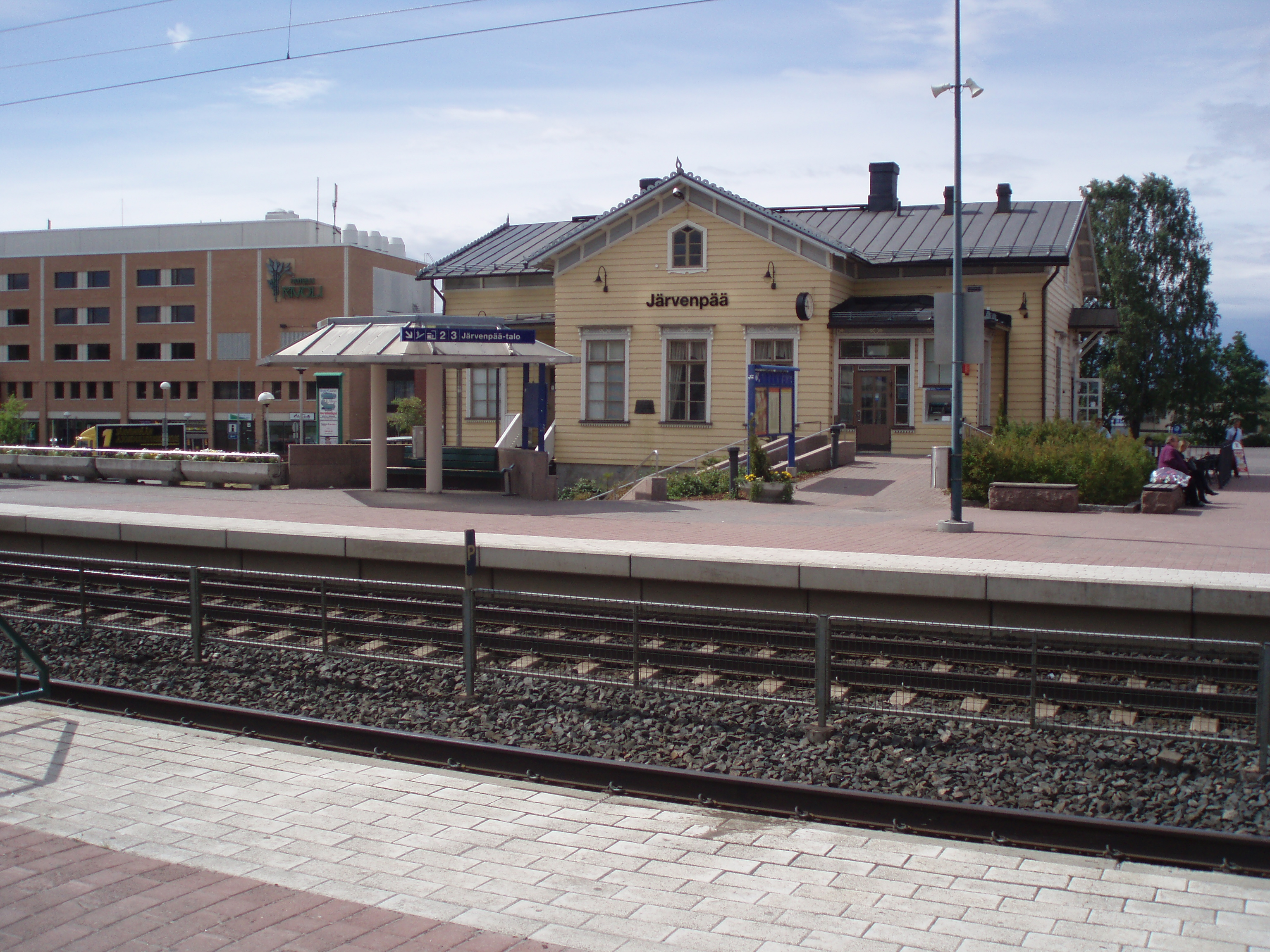
Železniční nádraží Järvenpää

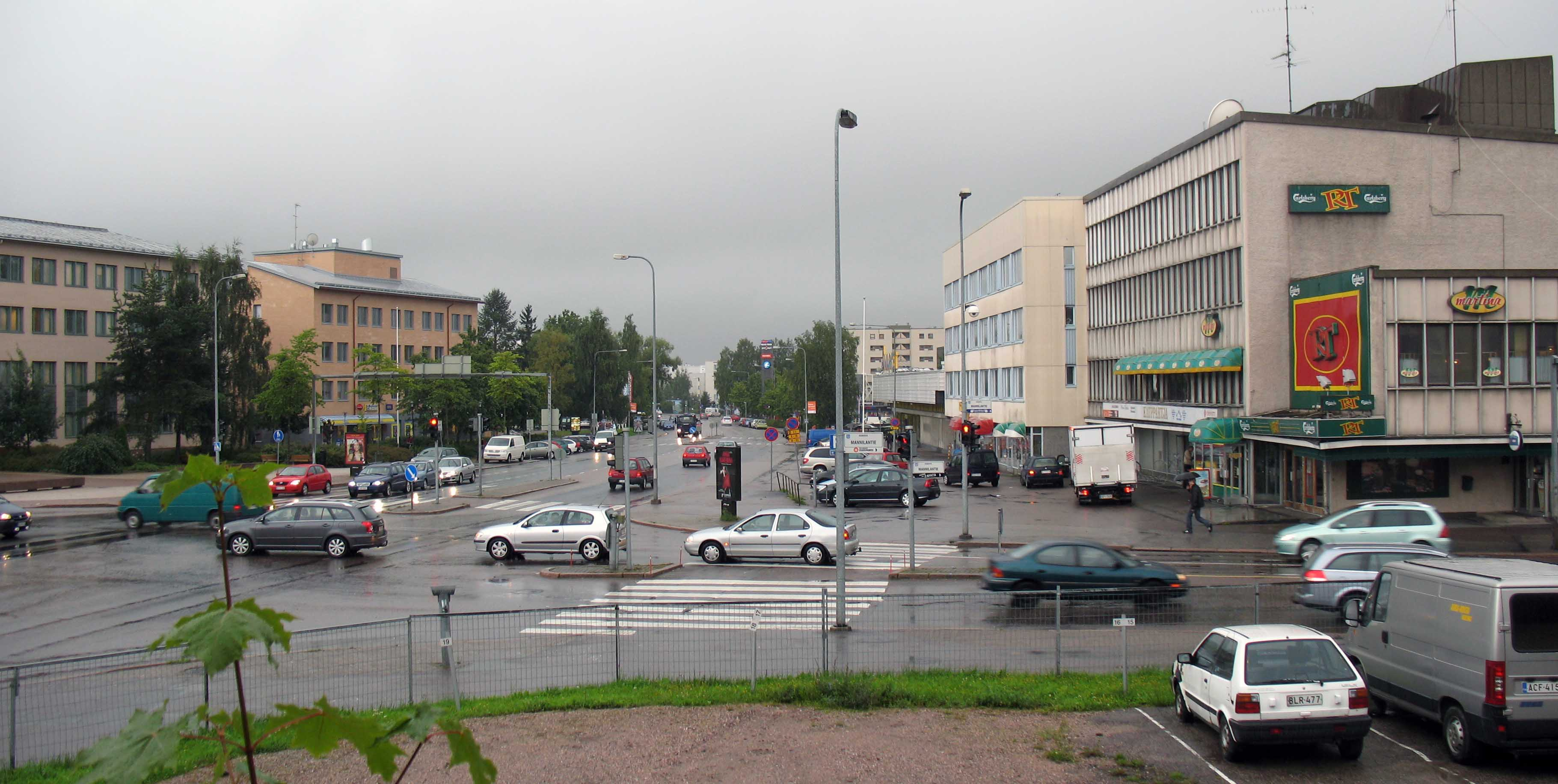
Helsingintie (Helsinská ulice)

Järvenpää (švédsky Träskända) je město v jižním Finsku. Nachází se na železniční trati Helsinky – Riihimäki v regionu Uusimaa, asi 37 kilometrů severně od Helsinek. Sousedními obcemi jsou Tuusula, Sipoo a Mäntsälä. Jako sousední obec se také často uvádí obec Keravajako, ačkoliv technicky nesdílejí hranici, díky jednomu kilometru širokému území, které patří již zmíněné Tuusule.

## Historie
První doložená zmínka o vesnici Järvenpää se nachází v daňovém seznamu z roku 1540, kde je švédsky pojmenována jako Treskendaby; počínaje dalším desetiletím se souběžně používalo finské jméno v podobách jako Jerfuepä nebo Järuenpää. Přibližně v této době je doloženo, že ves sestávala z osmi panství. Před přenesením do nově vytvořené kaple v Tuusule v roce 1643 byla Järvenpää součástí farnosti Sipoo.
Zatímco populace v Järvenpää dlouhodobě stagnovala, koncem 18. století se díky rozvoji zemědělství v té době začala znovu zvětšovat. V polovině 19. století tvořily Järvenpää spolu s Nummenkylä nejlidnatější vesnice s celkovým počtem asi 450 obyvatel. Díky své poloze na silnici mezi Helsinkami a Mäntsälou se vesnice rozrostla do menší koncentrace obchodu s přítomností tzv. kestikievari - typu hospody - a několika řemeslníků. Díky těmto faktorům byla do města umístěna jedna z původních mezistanic železnice Helsinky–Riihimäki.
Město bylo odděleno od komunity v Tuusule v roce 1951. Po oddělení získalo město status tržního města (kauppala). Sousední okresy Kellokoski a Nummenkylä, které pojily s městem významné vztahy, nebyly v té době přidány k Järvenpě a spor o tuto otázku připojení mezi místními resonuje do dnešních dní. 
Za osobu, která město po tomto oddělení nejvíce rozvinula se považuje Bjarne Westermarck, který je též považován za zakladatele města. Byl poctěn při oslavách jeho stého výročí vydáním knihy o Järvenpě. Järvenpää získala statut plného města (kaupunki) v roce 1967.

## Doprava
Středem města vede železnice. Kromě hlavního železničního nádraží se ve městě nachází i železniční stanice v Kyrölä, Saunakallio, Haarajoki a Purole. Západně od města probíhá dálnice č. 4, která je hlavní dopravní tepnou vedoucí z Helsinek do Lahti. Z této silnice do města vedou dva výjezdy na silnice regionálních významů (č. 145, 146). Významným dopravním prostředkem v okolí je též kolo, čemuž imponuje rozsáhlá infrastruktura, která byla pro cyklisty ve městě vybudována.
Cesta do Helsinek trvá po železnici i silnici asi půl hodiny, a na Letiště Helsinky-Vantaa se autem dojede za asi 20 minut. Železniční spojení s hlavním městem je velmi dobré. Denně jede z hlavního nádraží do Helsinek cca padesát vlaků.

## Kultura
Dva kilometry jižně od centra města se nachází vila Ainola, domov skladatele Jeana Sibelia. Srub navrhl architekt Lars Sonck. Skladatel se sem se svoji rodinou přestěhoval 24. září 1904 a žil zde až do své smrti v roce 1957. Na zahradě domu je i pochován. Ainola je otevřená pro návštěvníky v letních měsících.
V roce 1897 se do Järvenpää přestěhoval Juhani Aho se svoji ženou Venny Soldanovou-Brofeldtovou. Žili ve vile nazývané „Värbacka“ na břehu jezera Tuusulanjärvi 14 let. Vila se později nazývala Ahola.
Většinu života zde prožil a také zde zemřel hudební skladatel Joonas Kokkonen.

### Kulturní akce
Během roku se v kulturním domě „Järvenpää-talo“ konají různé akce, koncerty, divadla a umělecké show. Oblíbeným místem dětí je domov Pikku-Aino (malé Aino) s postavičkami z knížek Kristiiny Louhiové.
Každý rok se ve městě pořádá festival nazývaný Puistoblues (doslova Parkové blues). Bluesový týden startuje v centru města na ulici a pokračuje koncerty v barech a restauracích. Festival končí nedělním koncertem ve Vanhankylänniemi.

## Městské části
Järvenpää je rozdělena do 25 městských částí.
|                | 1. Wärtsilä    | 14. Terhola |
| 2. Nummenkylä  | 15. Satumetsä  |             |
| 3. Nummenkylä  | 16. Mikonkorpi |             |
| 4. Haarajoki   | 17. Kaakkola   |             |
| 5. Jamppa      | 18. Keskus     |             |
| 6. Peltola     | 19. Kinnari    |             |
| 7. Isokytö     | 20. Satukallio |             |
| 8. Mylly       | 21. Vanhakylä  |             |
| 9. Saunakallio | 22. Lepola     |             |
| 10. Sorto      | 23. Kyrölä     |             |
| 11. Pajala     | 24. Terioja    |             |
| 12. Loutti     | 25. Ristinummi |             |
| 13. Pöytäalho  |                |             |

## Partnerská města
- Vác, Maďarsko
- Rödovre, Dánsko
- Lörenskog, Norsko
- Täby, Švédsko
- Jõgevamaa, Estonsko
- Volchov, Rusko
- Buchholz in der Nordheide, Německo
- Pasadena, Kalifornie, USA